# Potravlje
Potravlje – wieś w Chorwacji, w żupanii splicko-dalmatyńskiej, w gminie Hrvace. W 2011 roku liczyła 651 mieszkańców.